# Pháo đài V Toruń
Pháo đài V Toruń là một pháo đài pháo bình, là pháo đài thứ 5 trong tổ hợp 15 pháo đài của hệ thống pháo đài Toruń. Đây là pháo đài nằm ở vòng ngoài của hệ thống pháo đài Toruń, nằm phía bắc của thành phố (cách khoảng 4,4 km về quảng trường chính), nằm ở đường Polna, quận Wrzosy. Được xây dựng với tên gọi ban đầu là Fort III Scharnhorst, nay được biết với cái tên Pháo đài V Karol Jigkiewicz.

## Lịch sử
Pháo đài V Toruń được xây dựng trong những năm 1878 - 1884 bằng bê tông và gạch, theo kế hoạch pháo đài có sơ đồ hình ngũ giác. Pháo đài là một phần của tuyến phòng thủ phía bắc của thành phố và bảo vệ tuyến đường sắt đến Grudziądz. Tấm bắn của pháo có thể đến đến làng Łysomice.
Đây là một pháo đài pháo binh tiêu chuẩn, được bảo tồn rất tốt cho thời đại ngày nay. Mặc dù không tìm thấy các pháo đài cụ thể cho các nòng pháo, tuy nhiên vẫn còn lưu giữ được 14 vị trí pháo mở, và một số điểm nổi bật của pháo đài (phần nổi trên mặt đất). Một số điểm thay đổi và bổ sung như đặt thêm đồi chiến đấu và cho phép bắn trong bán kính 800 m. 10 năm sau khi hoàn thành công trình, nó đã được trùng tu, hiện đại hóa, trong đó các hầm trú ẩn (32 hầm) đều được phủ bằng bê tông chắc chắn. Ngoài ra, 56 khu trú ẩn nhỏ đã được dựng lên ở phía trước của cơ sở, một nhà máy đạn dược được đặt ở phía bắc pháo đài.
Vào năm 1911 - 1912, pháo đài đã trải qua một lần tái thiết khác, khi đó, các cửa sổ trong các phòng kỹ thuật đã được bịt kính bằng bê tông và các bức tường bên ngoài được gia cố. Các sườn bên ngoài của thành trì được bao quanh bởi một bức hàng thép gai và cây cối ngụy trang được bổ sung bằng cách trồng một loạt các cây Caragan (thường được gọi là cây châu chấu hoặc cây keo vàng - dạng cây bụi, phù hợp cho trang trí cảnh quan), và điện được lắp đặt. Năm 1914, các cửa sổ tiếp theo bị kính, những cái còn lại được bổ sung cửa lớp bọc thép, các đường ngang được dựng lên trong các lối đi chính bên trong. Cơ sở luôn được sử dụng làm doanh trại.

## Tình trạng hiện tại
Khi rời Toruń, quân đội Đức đã lấy hầu hết các thiết bị cơ khí của hệ thống pháo đài Toruń. Tuy nhiên so với các pháo đài khác ở Toruń, thì pháo đài V vẫn giữ lại hầu hết các thiết bị ban đầu. Từ năm 1922 - 1923, nó trở thành nơi đóng quân của đại đội bảo vệ của các xưởng chế tạo đạn dược, sau đó là đại đội của trung đoàn bộ binh 63 Toruń, đã đóng quân ở đó.

## Thư viện ảnh

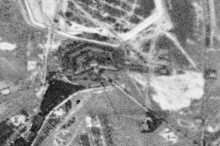
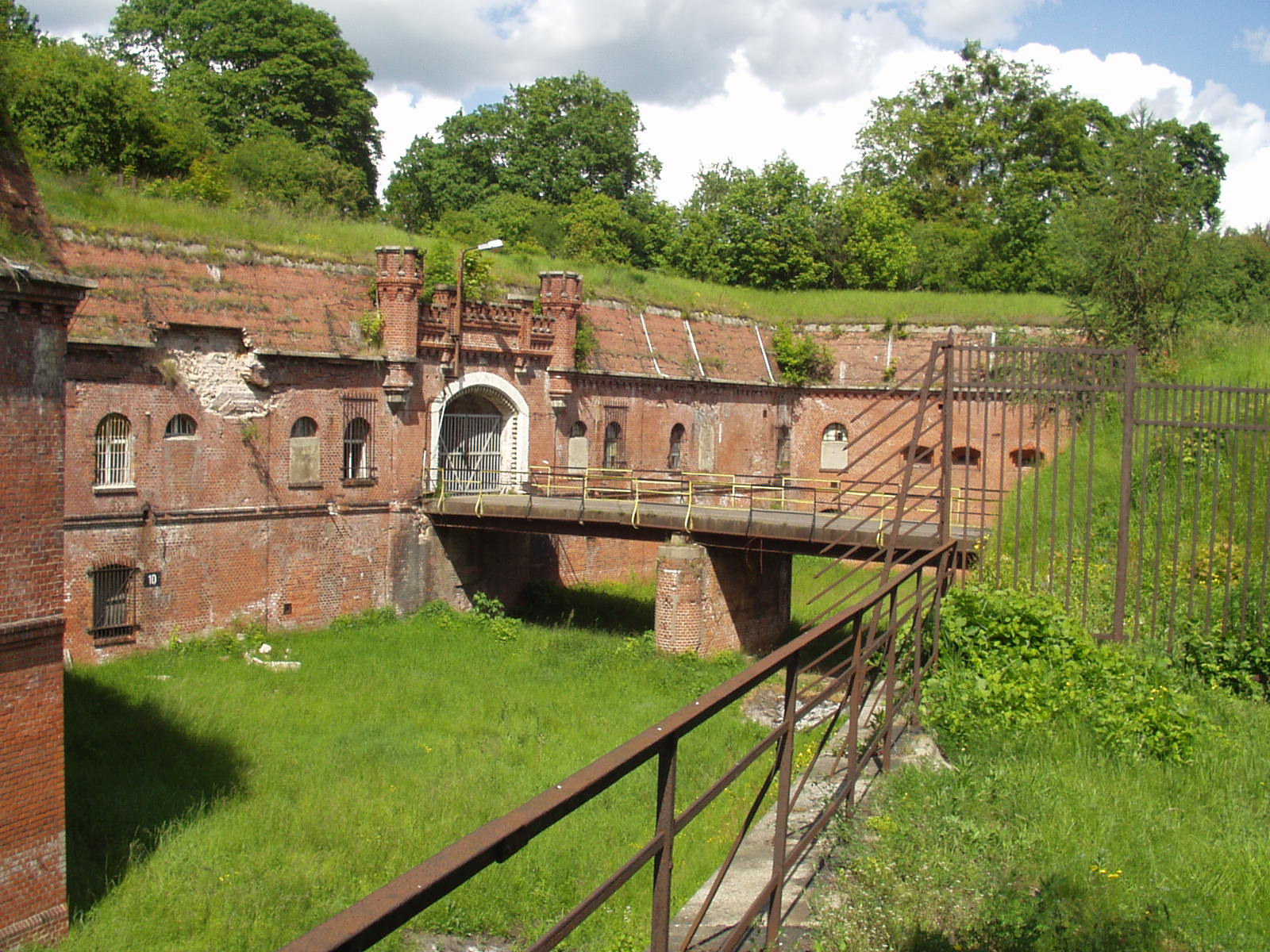
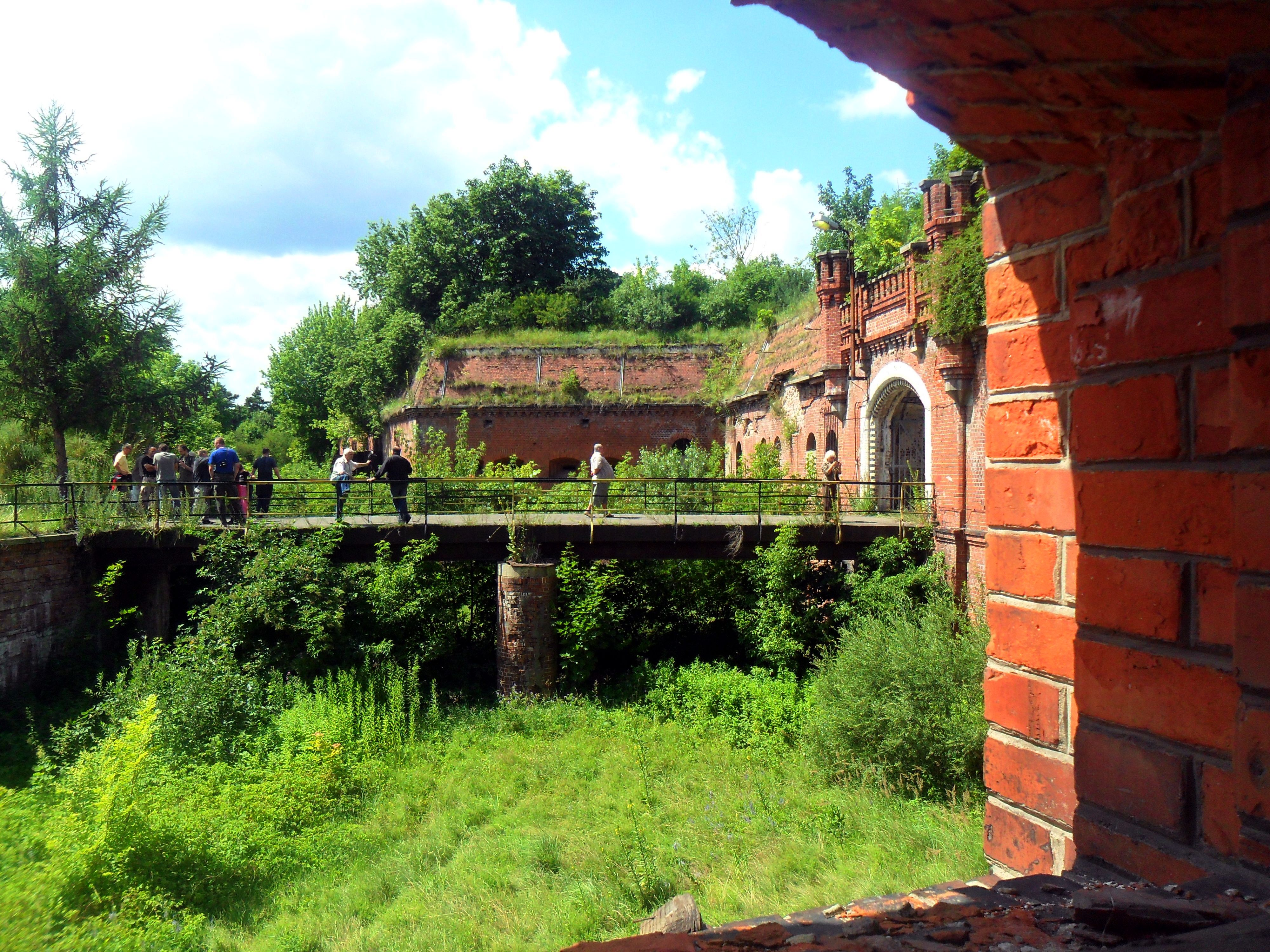
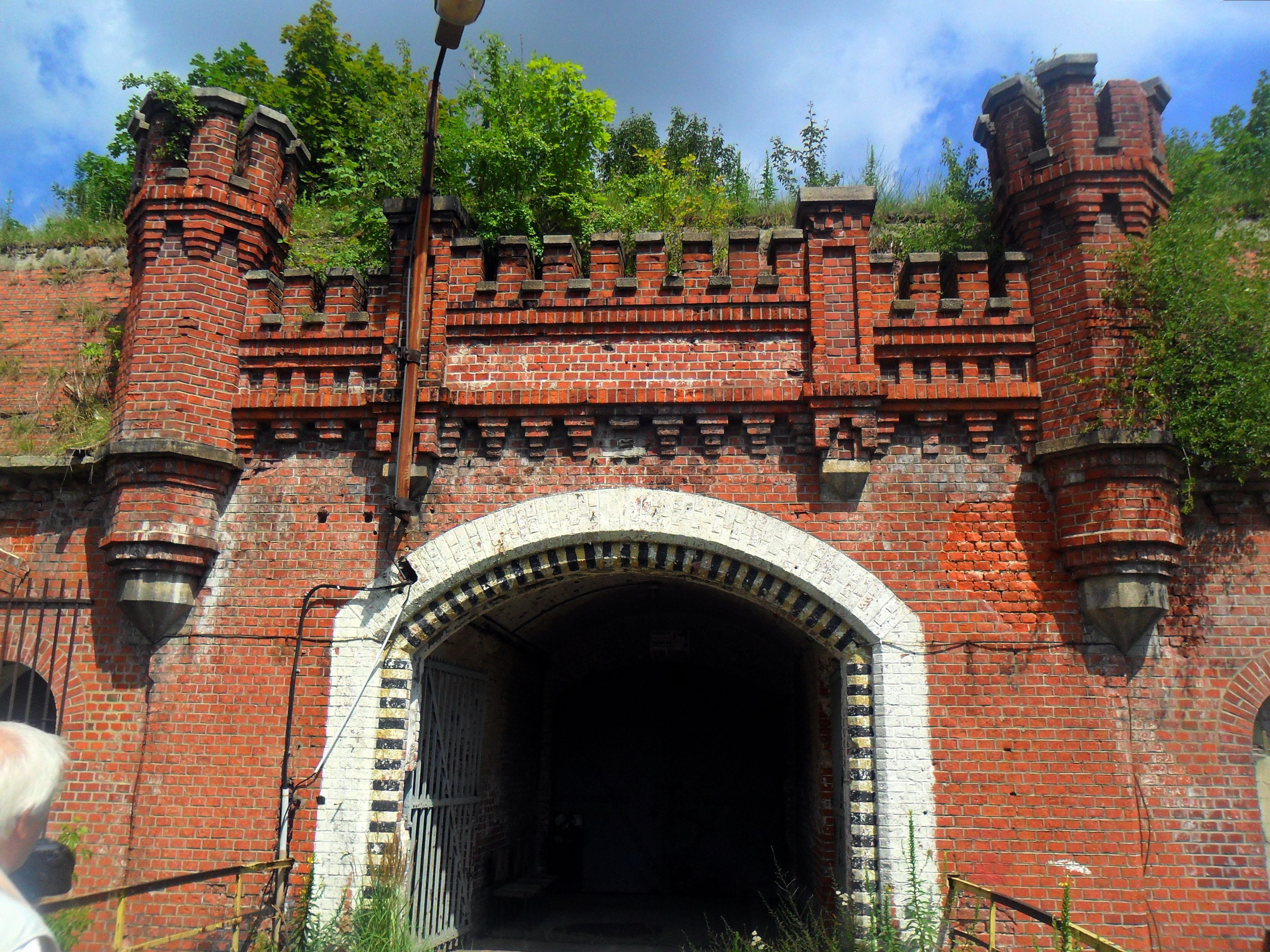